# Château de Larroque-Toirac
Le château de Larroque-Toirac est un château fort situé sur la commune de Larroque-Toirac entre Figeac et Cajarc.
Il est accroché au flanc d'une haute falaise, dominant le village et la vallée du Lot, dans un site exceptionnel de défense.

## Historique

### Moyen Âge
Le château de Larroque-Toirac a été construit entre le XIIe siècle et le XVe siècle, avec un castrum au XIIIe siècle, le renforcement de l'enceinte au XIVe siècle et le nouveau château  au XVe siècle.
Il fut  pris par les Anglais à plusieurs reprises.

### Période contemporaine
Le château est entré dans la famille Wagner-Autesserre en 1924. Auparavant, il était utilisé par la mairie de Larroque-Toirac comme école municipale ou comme logements pour les instituteurs.
En 1946, le château est inscrit sur la liste complémentaire des monuments historiques avant d'être classé monument historique en 1995.

## Architecture
Le château de Larroque-Toirac, a conservé dans sa partie médiévale tout son système défensif.
La demeure seigneuriale, où subsiste la cuisine d'origine, comporte de très belles cheminées du XVe siècle ainsi que des fresques du XVIe siècle.
Les décorations sont datées de 1515 à 1531 et des aménagements ont été effectués au XVIIe siècle.

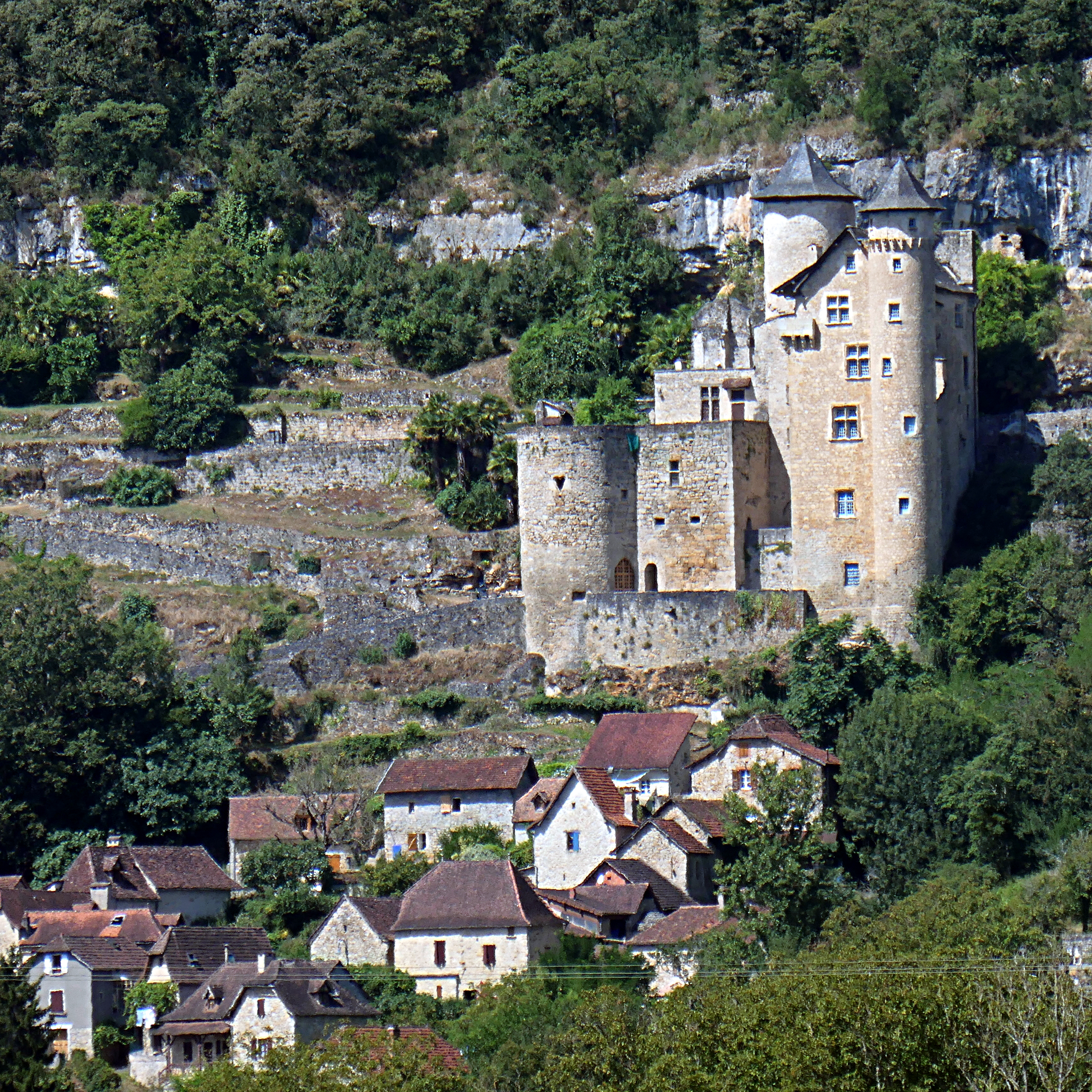
Château de Larroque-Toirac (12è-15è s., classé MH, 1995)

## Parc
Bien exposé à l'arrière du château sur des terrasses, un parc privé sur le site de l'ancien village fortifié contient une collection de plantes exotiques. La falaise derrière le château comporte des grottes occupées dès le Néolithique qui ont servi d'habitat troglodyte.

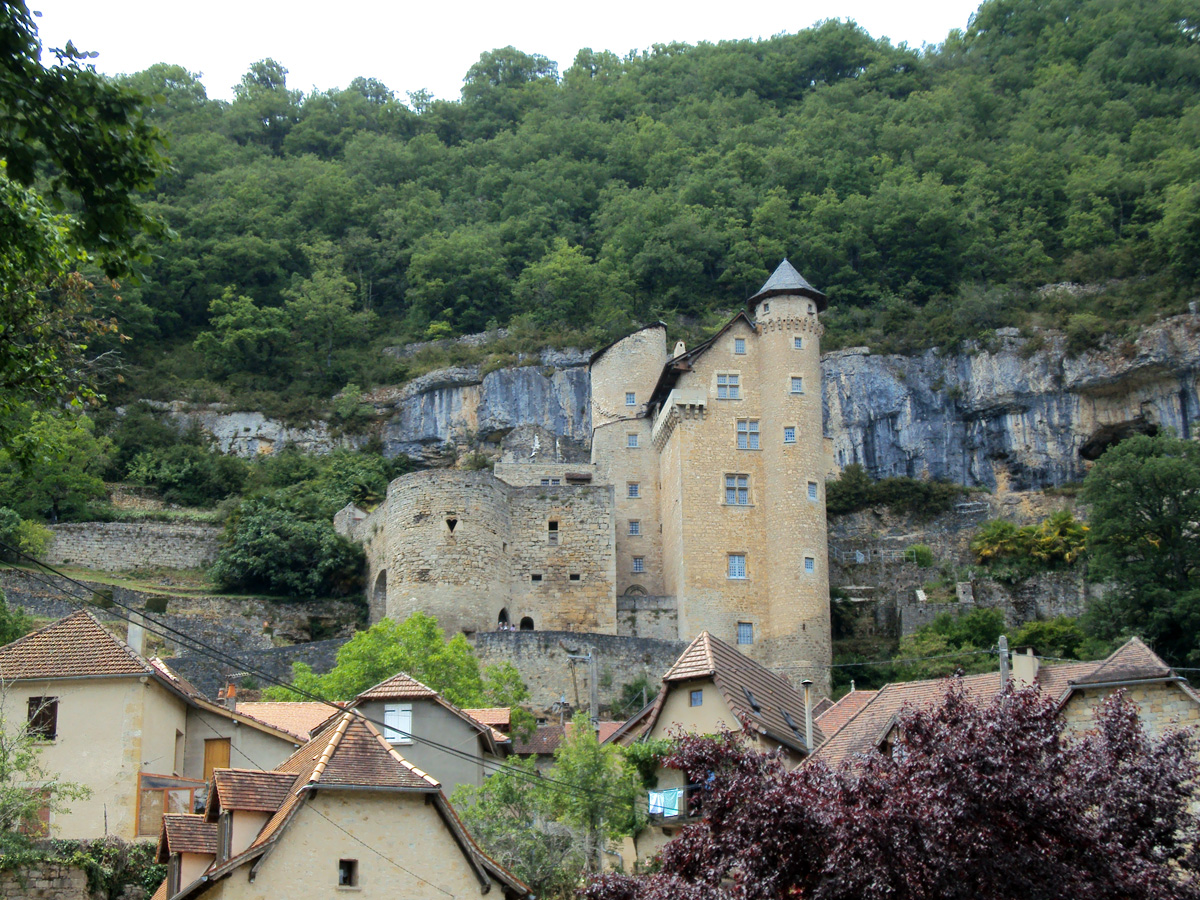
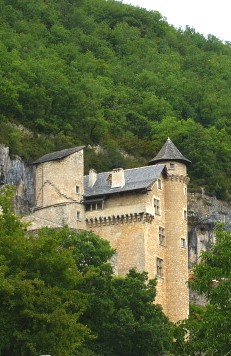
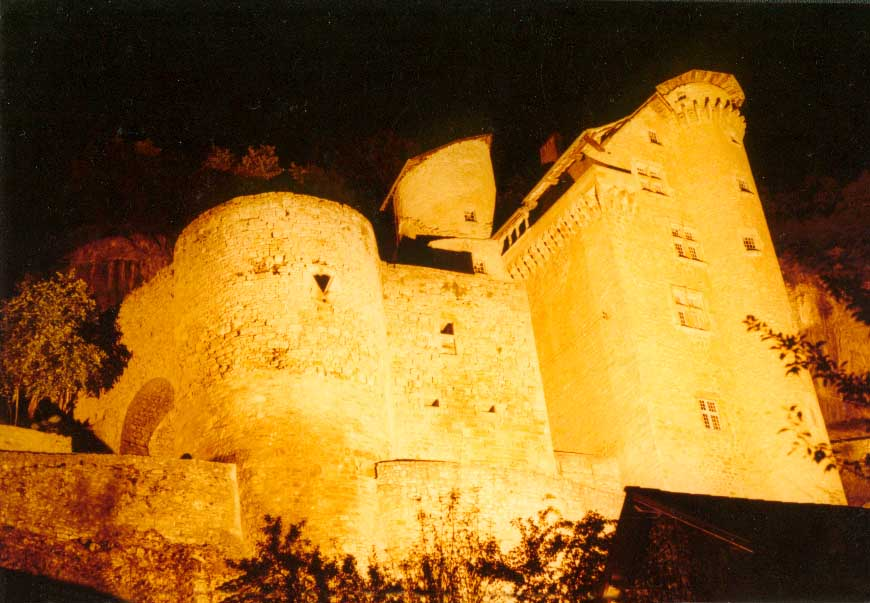

## Visite
Le château est ouvert à la visite tous les jours, du 1er juillet au 30 septembre. Des événements sont également organisés (visites nocturnes, concerts...).